# Barbra Fontana
Barbra J. Fontana Harris-Horta (Manhattan Beach, 8 september 1965) is een voormalig beachvolleyballer uit de Verenigde Staten. Ze nam eenmaal deel aan de Olympische Spelen en behaalde twee bronzen medailles bij de Goodwill Games.

## Biografie

### Achtergrond
Fontana heeft drie zussen en een broer. Ze volleybalde voor het universiteitsteam van Stanford waarmee ze vier seizoenen lang de laatste vier van het NCAA-kampioenschap bereikte. Daar studeerde ze in 1987 af. Vervolgens behaalde ze in 1991 haar rechtendiploma aan de Santa Clara University; een jaar later slaagde ze voor haar rechtbankexamen. Fontana is getrouwd en moeder van twee kinderen.

### 1991 tot en met 1996
Fontana begon haar professionele beachvolleybalcarrière in 1991 toen ze in de WPVA Tour debuteerde. Ze deed dat jaar mee aan zeventien toernooien in de Amerikaanse competitie, waarvan het merendeel met Holly McPeak. Het duo kwam tot een vierde plaats in Salt Lake City en werd vijfde in Fresno, Phoenix, Myrtle Beach en Venice Beach. Het jaar daarop nam Fontana met Debra Richardson deel aan twaalf toernooien met een derde plaats in Santa Cruz als beste resultaat. Daarnaast speelde ze zowel met Lisa Strand-Ma'a als met Elaine Roque twee wedstrijden. Van 1993 tot en met 1995 vormde Fontana vervolgens een vast team met Lori Forsythe. Het eerste seizoen behaalden ze bij dertien toernooien in de WPVA Tour tien podiumplaatsen met een overwinning in Austin als beste resultaat. Daarnaast maakte het tweetal gedurende het seizoen 1993/94 hun internationale debuut in de FIVB World Tour. Ze namen deel aan drie toernooien en eindigden daarbij als tweede (Miami), als derde (La Serena) en als zevende (Santos).
In 1994 deden Fontana en Forsythe mee aan dertien toernooien in de Amerikaanse competitie waarbij ze twaalf keer het podium haalden en twee keer als eerste eindigden (Myrtle Beach en Las Vegas). Internationaal wonnen ze in het seizoen 1994/95 de bronzen medaille bij de Goodwill Games in Sint-Petersburg ten koste van Isabel Salgado en Roseli Timm uit Brazilië. Bij de overige vier toernooien kwamen ze tot een overwinning (Osaka), een derde plaats (La Serena), een vierde plaats (Santos) en een zevende plaats (Rio de Janeiro). Het jaar daarop namen Fontana en Forsythe deel aan negen WPVA-toernooien met onder meer een overwinning in Deerfield Beach en derde plaatsen in Austin en Hermosa Beach als resultaat. In de World Tour waren ze actief op acht toernooien met vier vierde plaatsen (Clearwater, Osaka, Bali en Brisbane) en een vijfde plaats (Hermosa Beach) als resultaat. In augustus speelde Fontana vier wedstrijden in de binnenlandse competitie met Cammy Ciarelli – tweede plaats op Kauai. Internationaal maakte ze het seizoen af met Linda Hanley; het duo won in Santos en werd zevende in Rio.

### 1996 tot en met 1998
Van 1996 tot en met 1998 volleybalde Fontana voornamelijk aan de zijde van Hanley. Het eerste seizoen namen ze deel aan veertien toernooien in de WPVA Tour waarbij ze dertien podiumplaatsen behaalden waarvan vier overwinningen (Hermosa Beach, Ocean City, Newport en Portland). Op mondiaal niveau deed het duo mee aan het eerste olympische beachvolleybaltoernooi in Atlanta. Daar bereikten ze de halve finale die verloren werd van de latere kampioenen Sandra Pires en Jackie Silva; in de wedstrijd om het brons waren Natalie Cook en Kerri Pottharst uit Australië te sterk waardoor Fontana en Hanley als vierde eindigden. In de World Tour kwamen ze bij drie toernooien tot twee zevende plaatsen (Hermosa Beach en Carolina). Daarnaast werd Fontana met Karolyn Kirby vijfde in Recife en eindigde ze met Angela Rock als vijfde in Jakarta en als zevende in Salvador.
Het jaar daarop namen Fontana en Hanley deel aan drie reguliere FIVB-toernooien met twee vijfde plaatsen als resultaat (Melbourne en Marseille). Bovendien deed het tweetal mee aan de eerste officiële wereldkampioenschappen in Los Angeles, waar ze in de kwartfinale werden uitgeschakeld door het Braziliaanse duo Adriana Behar en Shelda Bede. Met Nancy Reno behaalde Fontana verder een vierde plaats in Pescara en een zevende plaats in Salvador; met Krista Blomquist werd ze negende in Busan. In de Amerikaanse competitie waren Fontana en Hanley actief op twaalf toernooien waarbij ze vier tweede plaatsen (Austin, San Diego, Huntington Beach en Hermosa Beach) en twee derde plaatsen (Atlantic City en East Quogue) behaalden. In 1998 deden Fontana en Hanley mee aan zeven internationale toernooien, waarbij ze enkel topachtklasseringen noteerden. Ze wonnen in Espinho en werden tweede in Salvador. Daarnaast behaalden ze drie vierde plaatsen (Toronto, Vasto en Marseille), een vijfde plaats (Osaka) en een zevende plaats (Rio). Met Annett Davis eindigde Fontana bovendien als zevende in Dalian.

### 1999 tot en met 2001
Vervolgens vormde Fontana twee seizoenen een team met Lisa Arce. Het eerste jaar waren ze actief op zeven internationale toernooien. Bij de reguliere FIVB-toernooien wisten ze telkens de kwartfinale te bereiken; ze eindigden als derde in Dalian, als vierde in Espinho en Salvador en als vijfde in Acapulco, Toronto en Osaka. Bij de WK in Marseille verloor het duo in de tweede ronde van hun landgenoten Liz Masakayan en Elaine Youngs, waarna ze in de herkansing werden uitgeschakeld door Annette Huygens Tholen en Sarah Straton uit Australië. Daarnaast debuteerden ze in de AVP Tour waar ze aan vier toernooien deelnamen en een tweede (Hermosa Beach) en twee derde plaatsen (Clearwater en Muskegon) behaalden. Het Bij daaropvolgende seizoen speelden Fontana en Arce tien wedstrijden in de World Tour. Ze behaalden daarbij een tweede plaats (Espinho), drie vijfde plaatsen (Rosarito, Marseille en Osaka) en drie zevende plaatsen (Vitória, Toronto en Gstaad). Met Liz Masakayan werd ze bovendien zevende in Fortaleza. Daarnaast deden Fontana en Arce mee aan zes toernooien in de binnenlandse competitie met overwinningen in Oceanside en Pismo Beach als beste resultaat.
In 2001 speelde Fontana met Elaine Youngs. Het duo nam in de AVP Tour aan vier toernooien deel en behaalde enkel podiumplaatsen. Ze wonnen in Manhattan Beach en eindigden eenmaal als tweede (Hermosa Beach) en tweemaal als derde (Muskegon en Santa Barbara). In de World Tour waren ze actief op acht reguliere toernooien. Het tweetal boekte overwinningen in Cagliari en Marseille en eindigde daarnaast viermaal op het podium: in Gstaad en Gran Canaria op de tweede plaats en in Espinho en Osaka op de derde plaats. Bij de WK in Klagenfurt bereikten ze de halve finale die ze verloren van de Braziliaansen Sandra Pires en Tatiana Minello. In de troostfinale was het Tsjechische tweetal Eva Celbová en Soňa Nováková vervolgens te sterk, waardoor Fontana en Youngs als vierde eindigden. Bij de Goodwill Games in Brisbane wonnen ze verder de bronzen medaille ten koste van Cook en Pottharst.

### 2002 tot en met 2010
Het jaar daarop partnerde Fontana met Dianne DeNecochea. In de mondiale competitie namen ze deel aan acht toernooien waarbij ze tot twee vijfde plaatsen kwamen (Stavanger en Rhodos). In de AVP Tour deden ze mee aan zeven toernooien met drie tweede plaatsen (Huntington Beach, Hermosa Beach en Santa Barbara) en een derde plaats (Las Vegas) als resultaat. In 2003 speelde ze een internationale wedstrijd met Jennifer Meredith en was ze actief op drie toernooien in de Amerikaanse competitie. Het jaar daarop vormde ze een team met Jennifer Kessy. Het duo nam deel aan tien AVP-toernooien met een tweede plaats in Huntington Beach en derde plaatsen in San Diego, Belmar en Hermosa Beach als resultaat. Internationaal deden ze aan twee wedstrijden mee. Na een pauze van een jaar keerde Fontana in 2006 terug aan de zijde van Carrie Dodd. Het tweetal was actief op vijftien toernooien in de binnenlandse competitie en kwam daarbij tot twee vijfde plaatsen. In de World Tour namen ze deel aan de Vitória Open. Met April Ross speelde Fontana in Acapulco bovendien haar laatste internationale wedstrijd.
Vervolgens volleybalde Fontana twee seizoenen met DeNecochea. Het eerste jaar deden ze mee aan veertien toernooien en behaalden ze negen podiumplaatsen. Ze werden tweede in Mason en eindigden acht keer als derde (Miami, Dallas, Glendale, Louisville, Tampa, Atlanta, Boston en San Francisco). Daarnaast speelde Fontana drie wedstrijden met Alicia Polzin – derde in Chicago. Het seizoen daarop waren Fontana en DeNecochea bij zestien toernooien goed voor vier derde plaatsen (Charleston, Belmar, Boulder en Brooklyn). In 2009 speelde ze Fontana twee wedstrijden met Keao Burdine alvorens ze de rest van het seizoen een team vormde met Jenny Kropp. Het duo kwam bij elf toernooien tot twee vijfde plaatsen (Houston en Brooklyn). Het jaar daarop was Fontana met Stacy Brannon actief op twee toernooien in de AVP Tour, waarna ze haar loopbaan als beachvolleyballer beeïndigde.

## Palmares
Kampioenschappen
- 1994:  Goodwill Games
- 1996: 4e OS
- 1997: 5e WK
- 2001: 4e WK
- 2001:  Goodwill Games

FIVB World Tour
- 1994:  Miami Open
- 1994:  La Serena Open
- 1994:  Osaka Open
- 1995:  La Serena Open
- 1995:  Santos Open

- 1998:  Espinho Open
- 1998:  Salvador Open
- 1999:  Dalian Open
- 2000:  Espinho Open
- 2001:  Cagliari Open
- 2001:  Gstaad Open

- 2001:  Gran Canaria Open
- 2001:  Grand Slam Marseille
- 2001:  Espinho Open
- 2001:  Osaka Open